# Saara Kuugongelwa-Amadhila
Saara Kuugongelwa-Amadhila, född den 12 oktober 1967 i Okahao i Ovamboland i Sydvästafrika (nuvarande Omusati, Namibia), är en namibisk politiker, som sedan mars 2015 är Namibias premiärminister. Hon representerar landets styrande parti, SWAPO. Hon är den första kvinnan att tjänstgöra som premiärminister i Namibia.
Hon gick i exil i Sierra Leone 1980 med det under apartheidregimen bannlysta SWAPO, och studerade senare ekonomi vid Lincolnuniversitetet i Pennsylvania, USA. Efter självständigheten återvände hon, för att arbeta i administrationen under landets första president, Sam Nujoma. Hon blev senare också finansminister i hans regering. Den 21 mars 2015 svors hon in som Namibias fjärde premiärminister, under president Hage Geingob som hon även efterträdde som premiärminister.